# Raimondas Žutautas
Raimondas Žutautas (Klaipėda, 4 de setembro de 1972) é um ex-futebolista lituano. Atuava como meio-campista defensivo.
Em sua carreira, jogou em sete clubes, tendo mais destaque no Maccabi Haifa, entre 1999 e 2003. Jogou também por ROMAR Mažeikiai, Banga Gargždai, Atlantas, Inkaras Kaunas e Alania Vladikavkaz.
Žutautas encerrou sua carreira de jogador em 2005, no Panathinaikos.

## Seleção
Žutautas estreou na Seleção Lituana em 1995, mas os auriverdes nunca chegaram perto da classificação para uma Copa do Mundo ou Eurocopas.
Nomeado capitão da Lituânia em 2004, ele abandonou a seleção no final do ano.

## Carreira de técnico
Afastado desde sua aposentadoria, Žutautas voltou ao futebol em 2010, mas não como jogador, mas como técnico da Lituânia. Foi escolhido como sucessor do português José Couceiro em 9 de fevereiro, sendo o primeiro trabalho do ex-meia como treinador.

## Links
- Estatísticas de Raimondas Zutautas